# Ga đại học giáo dục quốc gia Busan
Ga đại học giáo dục quốc gia Busan (tiếng Hàn: 교대역; Hanja: 敎大驛) là ga của Busan Metro tuyến 1 ở Geoje-dong, quận Yeonje, Busan, Hàn Quốc.

## Liên kết
- (tiếng Hàn) Thông tin ga từ Tổng công ty vận chuyển Busan